# سبو (شهر)
شهر سبو (سبویی: Dakbayan sa Sugbo سوگبو، تاگالوگ: Lungsod ng Cebu) شهری بندری در فیلیپین است. سبو از شهرهای بزرگ و با اهمیت این کشور به حساب می‌آید و دومین کلانشهر بزرگ این کشور پس از مانیل است. شهر سبو مرکز استان سبو است. این کلانشهر از نظر جغرافیای طبیعی در کرانه خاوری جزیره سبو قرار گرفته‌است.
سبو نخستین شهری بود که اسپانیائی‌ها به آنجا وارد شدند. جمعیت آن اندکی کمتر از هشتصد هزار نفر است.
شهر سبو، با نام رسمی شهر سبو (سبو: Dakbayan sa Sugbo؛ Hiligaynon: Dakbanwa sang Cebu؛ فیلیپینی: Lungsod ng Cebu)، یک شهر مهم در منطقه مرکزی ویسایاس فیلیپین است. این شهر مرکز استان سبو است که از نظر جغرافیایی در آن واقع شده است، اما یکی از سه شهر (به همراه لاپو-لاپو و مانداوی) است که از نظر اداری مستقل از دولت استانی هستند. طبق سرشماری سال 2020، این شهر 964169 نفر جمعیت دارد که آن را ششمین شهر پرجمعیت کشور و پرجمعیت ترین شهر ویزایا است.
همچنین به‌عنوان مرکز منطقه‌ای مرکزی ویسایاس عمل می‌کند و منطقه شهری آن بر تجارت، تجارت، صنعت، آموزش، فرهنگ، گردشگری و مراقبت‌های بهداشتی فراتر از منطقه، در تمام ویسایاها و تا حدی بر میندانائو تأثیر می‌گذارد. این شهر بندر اصلی کشتیرانی داخلی فیلیپین است و حدود 80 درصد از شرکت های کشتیرانی داخلی این کشور را در خود جای داده است. علاوه بر این، شهر سبو مرکز تجاری اصلی جنوب فیلیپین است.
شهر سبو از شمال به شهر بالامبان و شهر دانائو، از غرب به شهر تولدو، از شرق به شهرهای لاپو-لاپو و مانداوی و شهرهای لیلوان، کنسولاسیون و کامپوستلا محدود می شود. در جنوب توسط شهر تالیسای. این شهر که در مرکز ساحل شرقی جزیره سبو واقع شده است، مرکز شهر مترو سبو، دومین منطقه شهری بزرگ در فیلیپین است که شامل شهرهای کارکار، دانائو، لاپو-لاپو، مانداو، ناگا و تالیسای و شهرداری‌ها (شهرک‌های) Compostela، Consolacion، Cordova، Liloan، Minglanilla و San Fernando. مترو سبو بر اساس سرشماری سال 2020 دارای 3،165،799 نفر جمعیت بود که آن را به سومین منطقه شهری پرجمعیت کشور تبدیل کرد، پس از مترو مانیل در لوزون و مترو داوائو در میندانائو.
مرزهای سیاسی فعلی شهر ترکیبی از شهرداری‌های سابق سبو، سان نیکلاس، الپاردو، مابولو، تالامبان و بنیلاد در دوره مشترک المنافع است.

این شهر از دهه 1990 رشد اقتصادی سریعی را تجربه کرده است، پدیده ای که به نام «سبوم» نیز شناخته می شود. به دلیل اهمیت اقتصادی و نفوذ آن در دوران مدرن، شهر سبو به طور عامیانه به عنوان شهر ملکه جنوب نیز شناخته می شود، که پس از افول اقتصادی در اواسط دهه 1900 از شهر ایلویلو اقتباس شد.